# Mesosa tonkinea
Mesosa tonkinea är en skalbaggsart som beskrevs av Stefan von Breuning 1939. Mesosa tonkinea ingår i släktet Mesosa och familjen långhorningar.
Artens utbredningsområde är Laos. Inga underarter finns listade i Catalogue of Life.